# Procter & Gamble
The Procter & Gamble Company ([ðə ˈprɔktə ænd ˈɡæmbl ˈkʌmpənɪ]), P&G, «Проктер энд Гэмбл», — американская транснациональная компания, один из лидеров мирового рынка потребительских товаров. Компания специализируется на производстве и продаже широкого ассортимента товаров для здоровья, средств личной гигиены, косметики, моющих и чистящих средств, товаров для детей и бытовой техники. До продажи Pringles компании Kellogg's в её продуктовый портфель также входили продукты питания, закуски и напитки.
Акции компании учитываются при расчёте Промышленного индекса Доу Джонса. P&G является крупнейшим в мире рекламодателем, затраты компании на рекламу превышают $8 млрд. Компания имеет представительства в 70 странах, её продукция продаётся в 180 странах. Штаб-квартира компании расположена в Цинциннати (штат Огайо).
Входит в группу из около 500 компаний и неправительственных организаций, составляющих Коалицию глобального лидерства США.

## История
Основана в 1837 году свечником Уильямом Проктером и мыловаром Джеймсом Гэмблом. Уже в 1859 году продажи компании достигли 1 млн $. В ходе Гражданской войны в США P&G получила значительные контракты на поставку свечей и мыла армии северян. В 1911 году компания начала производство кондитерского жира на основе гидрогенизированных растительных масел Crisco.
В 1931 году в компании была введена система управления брендами. В 1946 было начато производство стирального порошка под брендом Tide, в 1955 году — зубной пасты под торговой маркой Crest. В 1957 году был поглощён производитель туалетной бумаги Charmin Paper Company. В 1961 году на рынок была выпущена первая пробная партия одноразовых подгузников Pampers, а также было начато производство шампуня Head & Shoulders. В 1963 году были куплены права на кофейный бренд Folgers, через пять лет компания начала производство чипсов Pringles. В 1982 году была поглощена фармацевтическая компания Norwich-Eaton Pharmaceuticals, в 1985 году — Richardson-Vicks Company, владелец торговых марок Vicks, NyQuil и Olay, в 1988 году — Noxell Corporation, производитель косметики под торговыми марками Noxema и Cover Girl. В 1991 году у компании Revlon, Inc. были куплены бренды Max Factor и Betrix. В 1992 году был представлен шампунь Pantene Pro-V.
В 1993 году была проведена масштабная реорганизация P&G, в ходе которой было закрыто 30 заводов и сокращено 13 тысяч сотрудников. В 1997 году была куплена компания Tambrands, Inc., производитель тампонов Tampax. В 1999 году был куплен производитель кормов для животных Iams Company (продан в 2014 году). В 2001 году у Bristol Myers Squibb было куплено подразделение по производству товаров для ухода за волосами под торговой маркой Clairol.
В 2003 году купила немецкую компанию Wella, которая производит средства для ухода за волосами, краски для волос. В январе 2005 года Procter & Gamble объявила о поглощении компании Gillette; стоимость сделки составила $56 млрд. В результате этой покупки P&G стала крупнейшей в мире компанией по выпуску потребительских товаров, обогнав Unilever.
После 2000 года компания начала покидать рынок пищевых продуктов. В 2002 году было продано производство арахисового масла Jif и кондитерского жира Crisco. В 2008 году Procter & Gamble за 3,3 млрд $ продала свою дочернюю компанию по производству кофе Folgers, покупателем стала другая компания из Огайо, The J.M. Smucker Company. В 2012 году за 2,7 млрд $ было продано производство чипсов Pringles компании Kellogg’s.
В августе 2014 года P&G объявила о намерении продать или упразднить до 60 % своих брендов. В феврале 2016 года был завершён процесс продажи производства гальванических элементов под торговой маркой Duracell компании Berkshire Hathaway. В октябре 2016 года P&G продала 43 косметических бренда компании Coty за 11,4 млрд $.
В декабре 2018 года у немецкой фармацевтической компании Merck KGaA было куплено подразделение безрецептурных препаратов.

## Собственники и руководство
Компания является публичной, её акции обращаются на Нью-Йоркской фондовой бирже и принимаются при расчёте Промышленного индекса Доу Джонса. Рыночная капитализация P&G на март 2023 года составляла 337 млрд $.
По состоянию на конец 2022 года 65 % акций компании принадлежало институциональным инвесторам, крупнейшие из них: The Vanguard Group (9,6 %), BlackRock (6,8 %), State Street Corporation (4,5 %), Geode Capital Management (1,9 %), Morgan Stanley (1,9 %), Bank of America (1,6 %), Wellington Management Group (1,4 %), Northern Trust (1,3 %).
В совет директоров компании входят 12 человек, среди них топ-менеджеры таких компаний, как American Express и Boeing. Совет состоит из четырёх комитетов:
- комитет по аудиту занимается оценкой рисков, контролем финансовой отчётности, выполняет функции внутреннего аудита;
- комитет по управлению и корпоративной ответственности занимается общими принципами корпоративного управления и выработкой рекомендаций по корпоративной социальной ответственности;
- комитет по компенсациям и развитию отвечает за политику компенсаций, а также отвечает за развитие и оценку топ-менеджеров P&G;
- комитет по инновациям и технологии вырабатывает подход компании к технической и коммерческой инновационной деятельности.

Посты председателя совета директоров, генерального директора (CEO) и президента компании с ноября 2021 года совмещает Джон Мёллер, который работает в компании с 1988 года.

## Деятельность
Основные подразделения по состоянию на 2023 год:
- Fabric & Home Care (моющие средства) — производство стиральных порошков, моющих и чистящих средств; в этих категориях компания занимает 25—35 % мирового рынка; основные торговые марки — Tide, Ariel, Downy, Gain, Cascade, Dawn, Febreze, Mr. Clean, Swiffer; доля в выручке 35 %, в чистой прибыли — 32 %.
- Baby, Feminine & Family Care (детская и женская гигиена) — одноразовые подгузники и средства женской гигиены (20 % мирового рынка), туалетная бумага и бумажные полотенца (только в Северной Америке, 40 % рынка); основные торговые марки — Luvs, Pampers, Always, Tampax, Bounty, Charmin, Puffs; доля в выручке 25 %, в чистой прибыли — 23 %.
- Beauty (красота) — средства для ухода за волосами и кожей, дезодоранты; основные торговые марки — Head & Shoulders, Pantene, Rejoice, Safeguard, Old Spice, Olay, Secret, SK-II; занимант 20 % на мировом рынке шампуней и 6 % на рынке кремов для лица; доля в выручке 18 %, в чистой прибыли — 21 %.
- Health Care (здоровье) — товары для ухода за ротовой полостью (Crest, Oral-B, 20 % мирового рынка), витамины, другие пищевые добавки и безрецептурные лекарства (Metamucil, Neurobion, Pepto-Bismol, Vicks); доля в выручке 14 %, в чистой прибыли — 14 %.
- Grooming (бритьё) — бритвы, гели и пены для бритья (Gillette, Venus, Braun, Fusion, Mach3, Prestobarba; доля на мировом рынке составляет 60 %) и электробритвы (Braun); доля в выручке 8 %, в чистой прибыли — 10 %.

Географическое распределение выручки:
- США и Канада — 50 %;
- Европа — 21 %;
- Китай — 9 %;
- Азиатско-Тихоокеанский регион — 8 %;
- Латинская Америка — 7 %;
- Индия, Ближний Восток и Африка — 5 %.

Производственные мощности компании насчитывают 23 предприятия в США и 81 предприятие в 35 других странах. Продукция в основном сбывается через торговые сети, на продажу через Walmart приходится 15 % выручки компании.
Также в компании существуют 4 функциональных департамента:
- Global Business Units (GBUs) — основной фокус деятельности направлен на работу с потребителями, брендами и конкурентами на глобальном уровне. Ответственны за инновационные внедрения, прибыль и показатели перед инвесторами.
- Market Development Organizations (MDOs) — ответственны за детальное изучение специфики потребителя и поставщика на каждом рынке P&G, отвечают за локальное применение глобальных инициатив, исходящих от GBU.
- Global Business Services (GBS) — отвечают за поддержку бизнеса P&G, в том числе за снижение стоимости цепочек взаимодействия с партнёрами для обеспечения конкурентоспособности корпорации
- Lean Corporate Functions (CF) — должны следить за постоянным внедрением функциональных инноваций и улучшением возможностей в организации

В списке крупнейших публичных компаний в мире Forbes Global 2000 за 2022 год Procter & Gamble заняла 63-е место. В списке крупнейших компаний США по размеру выручки Fortune 500 заняла 47-е место. Занимает 10 % глобального косметического рынка.

### Продукция
P&G считается компанией-основателем системы управления брендами. В 1931 году термин «бренд-менеджмент» впервые появился в служебной записке сотрудника рекламного отдела компании Нейла МакЭлроя. В настоящее время компании принадлежит 23 бренда с мировыми продажами, превышающими 1 миллиард американских долларов, а также ещё 20 брендов с продажами выше 500 миллионов долларов. Именно эти 43 бренда являются локомотивом роста компании и обеспечивают ежегодный рост продаж в размере 10 %.
Основные бренды компании:
- моющие и чистящие средства Fairy, Tide, Ariel, «Миф», Ace, Mr. Clean, Lenor, Comet, Fairy Oxi, Mr. Proper, Dreft,
- детские подгузники Pampers, средства женской гигиены Always, Alldays, Tampax, Discreet, Naturella,
- средства для ухода за волосами Wash & Go, Head & Shoulders, Pantene, Shamtu, Herbal Essense, Wella, Londa,
- средства для ухода за телом и парфюмерия Camay (до 2015 года[18]), Safeguard, Secret, Old Spice, Olay, Hugo Boss (по лицензии Hugo Boss AG)[19], Dolce&Gabbana, Gucci, Mexx, Baldessarini,
- средства для ухода за полостью рта Blend-a-Med, Oral-B, Crest,
- косметические средства Cover Girl, Max Factor,
- бритвы Gillette, Venus,
- бытовая техника Braun, Eukanuba и многое другое.

### Конкуренты
Основные конкуренты Procter & Gamble — глобальные производители бытовой химии и товаров личной гигиены:
- Colgate-Palmolive — зубные пасты и щётки (Colgate, Elmex), мыло и гель для душа (Palmolive), дезодоранты (Mennen, Lady Speed Stick), корма для животных (Hill’s), бытовая химия (Ajax)
- Unilever — шампунь (Clear, Sunsilk), зубные пасты (Signal), дезодоранты (Rexona, Axe), мыло и гель для душа (Dove)
- L’Oreal — шампунь (Fructis, Elseve), уход за кожей (L’Oreal Paris), косметика (Maybelline), дезодоранты (Garnier), средства для укладки волос (Studio Line), краски для волос (L’Oreal Paris)
- Schwarzkopf / Henkel — средства для укладки волос (Taft, got2b), краски для волос (Palette), шампуни (Schauma, Gliss Kur), дезодоранты, гели для душа, мыло (Fa), уход за кожей (Diademine)
- Henkel — стиральные порошки (Persil, Losk, Deni, Пемос), кондиционеры для белья (Ласка, Vernel), средства для мытья посуды (Пемолюкс, Pril), бытовая химия (Bref)
- Reckitt Benckiser — отбеливатели и чистка дома (Vanish, Cillit, Harpic), средства от кашля (Strepsils), средства для депиляции (Veet)
- Kimberly-Clark — женская гигиена (Kotex), одноразовые подгузники (Huggies), туалетная бумага (Cottonelle)

### Показатели деятельности
|                     | 2001…  | 2006…  | 2011  | 2012  | 2013  | 2014  | 2015  | 2016  | 2017  | 2018  | 2019  | 2020  | 2021  | 2022  | 2023  |
| ------------------- | ------ | ------ | ----- | ----- | ----- | ----- | ----- | ----- | ----- | ----- | ----- | ----- | ----- | ----- | ----- |
| Оборот              | 39,24… | 64,42… | 70,46 | 73,14 | 73,91 | 74,40 | 70,75 | 71,73 | 66,22 | 66,83 | 67,68 | 70,95 | 76,12 | 80,19 | 82,01 |
| Чистая прибыль      | 2,612… | 8,684… | 11,80 | 10,76 | 11,31 | 11,64 | 7,036 | 10,60 | 15,33 | 9,750 | 3,897 | 13,03 | 14,31 | 14,74 | 14,65 |
| Активы              | 34,39… | 135,7… | 138,4 | 132,2 | 139,3 | 144,3 | 129,5 | 127,1 | 120,4 | 118,3 | 115,1 | 120,7 | 119,3 | 117,2 | 120,8 |
| Собственный капитал | 12,56… | 63,17… | 68,00 | 64,04 | 68,71 | 69,98 | 63,05 | 57,98 | 55,18 | 52,29 | 47,19 | 46,52 | 46,38 | 46,59 | 47,07 |

Примечание. Данные на 30 июня каждого года, когда компания заканчивает финансовый год.

### Procter & Gamble в России
В июле 1991 года компания Procter & Gamble вышла на российский рынок, став одним из крупнейших иностранных инвесторов в российскую экономику.
В 2005 году компания Procter & Gamble являлась крупнейшим рекламодателем на российском рекламном рынке.
Компания открыла 4 офиса в Москве и 4 региональных представительства (в Санкт-Петербурге, Новосибирске, Ростове-на Дону и Екатеринбурге).
По словам руководителя компании, выручка от продаж Procter & Gamble в России в 2006 году превышала 1 млрд долларов в год (на 2008 год — уже 2 млрд долларов).
Годовой оборот в России в 2006 году на рынке парфюмерии составил порядка 60 млн долларов в оптовых ценах или 135 млн долларов в розничных.
На рынке моющих средств Procter & Gamble в России в этот период занимал более 40 %, на рынке детской гигиены — 50 %, на рынке бритв — 70 %, женской гигиены — 30 %.
В 2016 году P&G продала завод «Капелла» в Нижегородской области в рамках сделки по продаже части косметического бизнеса, и по состоянию на середину 2017 года производила на территории России свою продукцию на двух предприятиях:
- комбинат бытовой химии в Новомосковске (Тульская область), крупнейшее в мире производство P&G[источник не указан 590 дней], специализирующееся на производстве чистящих и моющих средств Ariel, Tide, «Миф», Tix, Ace, Lenor, Comet, Fairy, Mr.Proper, а также детских одноразовых подгузников Pampers;
- завод в Санкт-Петербурге, специализирующееся на производстве одноразовых бритвенных станков, сменных картриджей и традиционных двусторонних лезвий Gillette.

По информации на июнь 2017 года, около 20 % производившейся в России продукции компания экспортировала в 18 стран мира на Ближнем Востоке, в Средней Азии, Восточной и Западной Европе.
8 марта 2022 года компания заявила о существенном сокращении ассортимента своей продукции в России. 21 апреля 2022 года появилась информация о том, что Procter & Gamble допустила полный уход из России, однако в самой компании эту информацию опровергли. На Россию в 2022/23 финансовом году пришлось около 2 % выручки и чистой прибыли. В связи с деятельностью в России на фоне российско-украинской войны украинское Национальное агентство по предотвращению коррупции внесло компанию в список «Международные спонсоры войны».

### Procter & Gamble на Украине
На Украине компании принадлежат 2 завода — первый в Борисполе Киевской области (Tambrands Ukraine), выпускающий средства женской гигиены, и второй — в Покрове Днепропетровской области (Procter & Gamble Manufacturing Ukraine). Завод в Борисполе — первое в бывшем СССР совместное предприятие — ранее принадлежал компании Тамбрандс, которая была поглощена P&G в 1997 году. Второй завод в 2005 году был выкуплен вместе с производимыми на нём торговыми марками у совместного украинско-турецкого предприятия Olvia-beta, на котором производились стиральные порошки «Gala», «Dax» и «Океан» (с 2002 года).

### Благотворительность
Компания ведёт собственную благотворительную инициативу «Живи, Учись и Процветай» (Live, Learn, and Thrive), в неё входят более ста программ в 60 странах: вакцинация и чистая питьевая вода в Африке, программы раннего развития в Латинской Америке, школы в Индии и пр. Также компания оказывает поддержку регионам, оказавшимся в зоне бедствия (землетрясение в провинции Сычуань). Инициатива «Живи, Учись и Процветай» была отмечена на уровне правительства США, и P&G стала единственной компанией, приглашённой презентовать свою благотворительную программу администрации президента Барака Обамы.

### Мыльные оперы
В 1930-е годы Procter & Gamble финансировала первые появившиеся в США радиосериалы. В дальнейшем, с появлением телевидения, компания была спонсором большинства выпускавшихся в то время телесериалов, среди которых «Another World», «As the World Turns», «Guiding Light» и др. Именно благодаря участию Procter & Gamble сериалы получили название «Мыльных опер».
В 1950-е годы Procter & Gamble выступала в качестве продюсера ряда латиноамериканских теленовелл.
Для создания медиапродукции было открыто подразделение корпорации под названием Procter & Gamble Productions. В апреле 2008 года компания подверглась критике со стороны основателя Американской ассоциации семьи Дональда Вильдмона (Donald E. Wildmon) за трансляцию гомосексуальных откровенных поцелуев в мыльной опере «As the World Turns».

## Критика и судебные дела

### Обвинения Greenpeace в адрес Procter & Gamble и Unilever, за действия индонезийских компаний — поставщиков сырья
В ноябре 2007 года организация Greenpeace обвинила компании Procter & Gamble и Unilever в нанесении огромного ущерба природе. При этом выжигали леса и осушали болота под пальмовые плантации в Индонезии местные корпорации в надежде заработать, удовлетворяя спрос корпораций-гигантов на пальмовое масло. Пальмовое масло применяется в косметике и средствах по уходу за кожей и волосами.

### Отравление домашних животных кормом с меламином
В начале 2007 года 2200 собак и 1950 кошек в США погибли из-за отказа почек. Причиной стало употребление корма, изготовленного крупнейшим в Северной Америке производителем сухих и влажных кормов для животных компанией Menu Foods Inc. (Онтарио, Канада) для более чем 100 брендов (среди них Procter & Gamble). Procter & Gamble единственная установила причину — наличие меламина в зерновом глютене китайского происхождения — и опубликовала токсикологическую информацию. По сообщению «USA Today», компания Procter & Gamble заверила в усилении контроля над компанией-производителем.

### Приёмы конкуренции Procter & Gamble против Unilever
По заявлению представителя Unilever Стивена Милтона, весной 2001 года компании были возвращены принадлежащие ей и добытые Procter & Gamble за полгода «из мусорных баков вне офиса Unilever» около 80 документов. Procter & Gamble официально заявила, что не использовала полученную, хоть и законно, но вопреки внутренним правилам, информацию. Unilever и Procter & Gamble урегулировали конфликт без комментариев и оглашения деталей. По мнению журнала Fortune, дело могло закончиться в суде. «Нью-Йорк таймс» сообщила, что P&G уволила трёх сотрудников и, по неподтверждённым данным, намеревается выплатить Unilever 10 млн $.

### Критика практики Procter & Gamble тестировать продукцию на животных
Согласно заявлению Дэна Лайонса, главы британской национальной организации Uncaged Campaigns, компания Procter & Gamble проводит тестирование продукции на животных. Компания Procter & Gamble не отрицает это, объясняя, что пока не может полностью отказаться от использования животных при тестировании продукции. Для решения этой проблемы Procter & Gamble совместно с Гуманным обществом Соединённых Штатов (The Humane Society of the United States (HSUS)) занимается разработкой и пропагандой альтернативных методов тестирования без участия животных и спонсирует проведение ежегодного Всемирного Конгресса по Альтернативным методам тестирования. Ежегодно в ряде стран проводится день действий против компании Procter & Gamble, которые ведутся «Stop Animal Exploitation Now» в США, совместно с британской национальной организации Uncaged Campaigns.

### Претензии к рекламе Procter & Gamble в Великобритании
В 2006 году Комитет рекламных стандартов Великобритании призвал компанию Procter & Gamble отказаться от длившейся шесть лет рекламной кампании, поскольку она «вводит в заблуждение».
В рамках кампании звучали заявления, что регулярное использование шампуней «Прохладная мята» и «Энергия океана» «избавляет от перхоти на 100 %». P&G настаивала, что в этой фразе вовсе не утверждается, что вся перхоть действительно исчезнет. По их словам, это означает лишь, что регулярное использование шампуня устранит «видимые хлопья перхоти», которые заметны другим людям с расстояния в 0,6 метра — условное расстояние между людьми при беседе.
P&G предоставила доказательства того, что после трёх недель регулярного применения их продукции в 95 % случаев исчезают на 100 % видимые хлопья перхоти. Комитет заключил: Мы не считаем, что потребители могут интерпретировать фразу «на 100 % избавляет от видимой перхоти при регулярном использовании» как относящуюся к перхоти, видимой для них, когда они, например, смотрятся в зеркало, укладывая причёску, а не только к перхоти, заметной для окружающих"..
В дальнейшем, заключил наблюдательный орган, компания P&G не должна делать заявлений о «100-процентном избавлении от перхоти».

### Антимонопольные санкции
В апреле 2011 года европейское антимонопольное ведомство наложило на компанию штраф в размере 211,1 млн евро за ценовой сговор с Unilever по цене на стиральные порошки. По данным контролирующего органа, сговор, связанный с поддержанием монопольно высоких цен и касавшийся Бельгии, Франции, Германии, Греции, Италии, Португалии, Испании и Голландии, длился с 2002 по 2005 год. Также в сговоре участвовала компания Henkel, но она была освобождена от штрафа за помощь в расследовании.

### Эмблема компании
Procter & Gamble столкнулась с неожиданным муссированием своего имени в 1980-х годах, когда в американском обществе стали распространяться легенды о том, что тогдашняя эмблема компании (с 1851 года) являлась сатанистским символом. Такое мнение высказывалось на одной из трактовок текста из Библии (Откровение Иоанна Богослова, 12:1):
«And there appeared a great wonder in heaven; a woman clothed with the sun, and the moon under her feet, and upon her head a crown of twelve stars»
Несмотря на то, что на эмблеме изображён мужчина, а не женщина, и 13 звёзд вместо 12, среди населения передавалась легенда о том, что здесь зашифрованы сатанистские символы.
Также одно время циркулировал слух о том, что якобы президент Procter & Gamble выступил в телевизионном шоу Фила Донахью с рассказом о том, что он является членом секты сатанистов, и это отражено в логотипе компании. Естественно, эти слухи не имели под собой основания — руководитель P&G никогда не участвовал в данном телешоу и не делал подобных заявлений. В 2007 году, после 12 лет судебных разбирательств, судом Солт-Лейк-Сити был признан факт распространения двумя дистрибьюторами Amway ложных слухов о связи P&G с сатанизмом. Виновные были приговорены к штрафу в размере 19,25 млн долларов
В итоге, несмотря на то, что сторонниками «версии сатанизма» не было предоставлено никаких доказательств этого, P&G, дабы избежать ненужной шумихи, сменила эмблему на нынешнюю, представляющую собой лишь две первые буквы названия. В то же время, прежняя эмблема продолжает появляться в конце каждого телевизионного рекламного ролика компании в Гонконге и Китае. Также старое лого все ещё изображается на картонных коробках, в которых Procter & Gamble поставляет свою продукцию в магазины.